# 2006年ヨーロッパグランプリ

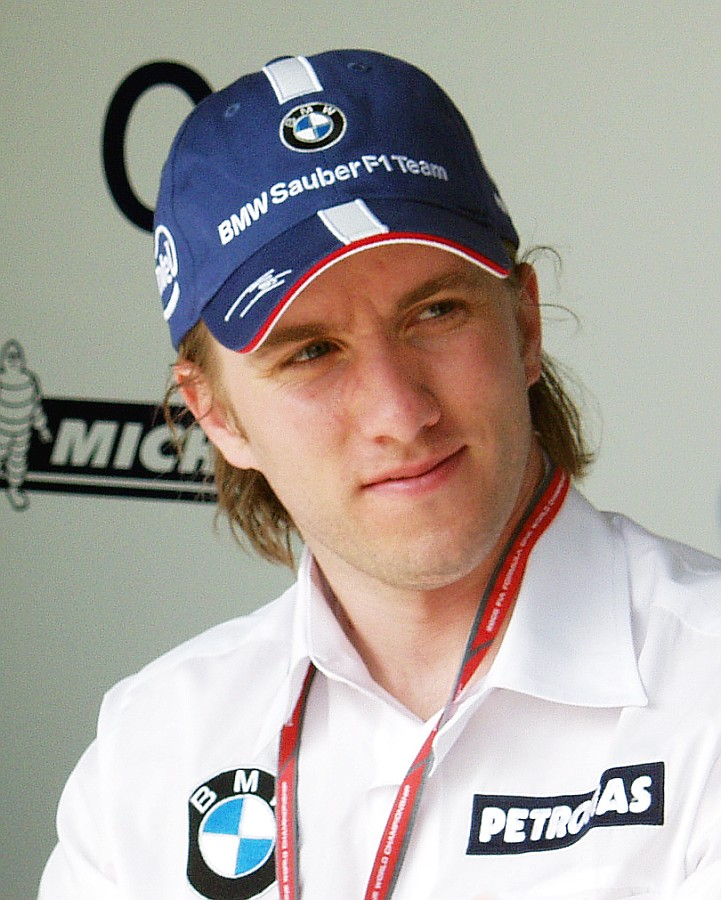
金曜日のニック・ハイドフェルド

2006年ヨーロッパグランプリは、2006年F1世界選手権第5戦として、2006年5月7日にニュルブルクリンクで開催された。

## 金曜フリー走行
| チーム                  | 国籍             | ドライバー               |
| ----------------------- | ---------------- | ------------------------ |
| ウィリアムズ-コスワース | オーストリアの旗 | アレクサンダー・ヴルツ   |
| ホンダ                  | イギリスの旗     | アンソニー・デビッドソン |
| レッドブル-フェラーリ   | オランダの旗     | ロバート・ドーンボス     |
| BMWザウバー             | ポーランドの旗   | ロバート・クビサ         |
| MF1-トヨタ              | ドイツの旗       | エイドリアン・スーティル |
| トロ・ロッソ-コスワース | スイスの旗       | ニール・ジャニ           |
| スーパーアグリ-ホンダ   |                  | 無し                     |

## 予選
From :
| 順位 | 国籍               | ドライバー                 | コンストラクター        | Q3       | Q2       | Q1       |
| ---- | ------------------ | -------------------------- | ----------------------- | -------- | -------- | -------- |
| 1    | スペインの旗       | フェルナンド・アロンソ     | ルノー                  | 1:29.816 | 1:30.336 | 1:31.138 |
| 2    | ドイツの旗         | ミハエル・シューマッハ     | フェラーリ              | 1:30.028 | 1:30.013 | 1:31.235 |
| 3    | ブラジルの旗       | フェリペ・マッサ           | フェラーリ              | 1:30.407 | 1:30.732 | 1:31.921 |
| 4    | ブラジルの旗       | ルーベンス・バリチェロ     | ホンダ                  | 1:30.754 | 1:30.469 | 1:31.671 |
| 5    | フィンランドの旗   | キミ・ライコネン           | マクラーレン-メルセデス | 1:30.933 | 1:30.203 | 1:31.263 |
| 6    | イギリスの旗       | ジェンソン・バトン         | ホンダ                  | 1:30.940 | 1:30.755 | 1:31.420 |
| 7    | イタリアの旗       | ヤルノ・トゥルーリ         | トヨタ                  | 1:31.419 | 1:30.733 | 1:31.809 |
| 8*   | カナダの旗         | ジャック・ヴィルヌーヴ     | BMWザウバー             | 1:31.542 | 1:30.865 | 1:31.545 |
| 9    | コロンビアの旗     | ファン・パブロ・モントーヤ | マクラーレン-メルセデス | 1:31.880 | 1:30.671 | 1:31.774 |
| 10†  | オーストラリアの旗 | マーク・ウェバー           | ウィリアムズ-コスワース | 1:33.405 | 1:30.892 | 1:31.712 |
| 11   | ドイツの旗         | ラルフ・シューマッハ       | トヨタ                  |          | 1:30.944 | 1:31.470 |
| 12†  | ドイツの旗         | ニコ・ロズベルグ           | ウィリアムズ-コスワース |          | 1:31.194 | 1:32.053 |
| 13   | イタリアの旗       | ジャンカルロ・フィジケラ   | ルノー                  |          | 1:31.197 | 1:31.574 |
| 14   | イギリスの旗       | デヴィッド・クルサード     | レッドブル-フェラーリ   |          | 1:31.227 | 1:31.742 |
| 15   | ドイツの旗         | ニック・ハイドフェルド     | BMWザウバー             |          | 1:31.422 | 1:31.457 |
| 16   | イタリアの旗       | ヴィタントニオ・リウッツィ | トロ・ロッソ-コスワース |          | 1:31.728 | 1:32.651 |
| 17   | オーストリアの旗   | クリスチャン・クリエン     | レッドブル-フェラーリ   |          |          | 1:32.901 |
| 18   | オランダの旗       | クリスチャン・アルバース   | MF1-トヨタ              |          |          | 1:32.936 |
| 19   | アメリカ合衆国の旗 | スコット・スピード         | トロ・ロッソ-コスワース |          |          | 1:32.992 |
| 20   | ポルトガルの旗     | ティアゴ・モンテイロ       | MF1-トヨタ              |          |          | 1:33.658 |
| 21   | 日本の旗           | 佐藤琢磨                   | スーパーアグリ-ホンダ   |          |          | 1:35.239 |
| 22   | フランスの旗       | フランク・モンタニー       | スーパーアグリ-ホンダ   |          |          | 1:46.505 |

注：
- * ジャック・ヴィルヌーヴはジャンカルロ・フィジケラをブロックしたとして、予選3回目の上位3ラップが無効とされた。この結果ヴィルヌーヴは9番手スタートとなった。
- † マーク・ウェバーとニコ・ロズベルグはエンジンを交換したため、日曜の決勝は10番降格となった。彼らはそれぞれ19位、22位からスタートとなった。

## 決勝

### 展開
前レースに続いて、フェラーリのシューマッハと、ルノーのアロンソのトップ争いとなった。
シューマッハは今回はルノーを追う立場になる。アロンソは逃げ、1回目のピットインではアロンソがシューマッハとの間の順位変更を阻止することに成功するが、2回目のピットストップではシューマッハに先行された。3位にはシューマッハのチームメイト、マッサが表彰台に上がるが、これはマッサにとってはF1初の表彰台となった。
最後尾からスタートしたロズベルグは巧みな戦略もあり自身2度目のポイント獲得となるが、これが自身にとっては今シーズン最後の入賞になってしまう。
このレースではFIAの勧告もあり、スーパーアグリは井出ではなく、元ルノーのテストドライバーであるモンタニーがデビュー(その後井出はライセンスを剥奪された)。2004年日本グランプリ以来となるフランス人のグリッド復帰となるが予選タイムでは最下位、レースでも中盤にマシントラブルでリタイヤした。ほかマクラーレン・メルセデスのモントーヤ、トヨタのラルフ・シューマッハらもエンジンを壊しリタイヤとなった。

### レース結果
From :
| 順位 | No | 国籍               | ドライバー                 | チーム                  | 周回 | タイム             | グリッド | ポイント |
| ---- | -- | ------------------ | -------------------------- | ----------------------- | ---- | ------------------ | -------- | -------- |
| 1    | 5  | ドイツの旗         | ミハエル・シューマッハ     | フェラーリ              | 60   | 1:35:58.765        | 2        | 10       |
| 2    | 1  | スペインの旗       | フェルナンド・アロンソ     | ルノー                  | 60   | +3.751             | 1        | 8        |
| 3    | 6  | ブラジルの旗       | フェリペ・マッサ           | フェラーリ              | 60   | +4.447             | 3        | 6        |
| 4    | 3  | フィンランドの旗   | キミ・ライコネン           | マクラーレン-メルセデス | 60   | +4.879             | 5        | 5        |
| 5    | 11 | ブラジルの旗       | ルーベンス・バリチェロ     | ホンダ                  | 60   | +1:12.586          | 4        | 4        |
| 6    | 2  | イタリアの旗       | ジャンカルロ・フィジケラ   | ルノー                  | 60   | +1:14.116          | 11       | 3        |
| 7    | 10 | ドイツの旗         | ニコ・ロズベルグ           | ウィリアムズ-コスワース | 60   | +1:14.565          | 22       | 2        |
| 8    | 17 | カナダの旗         | ジャック・ヴィルヌーヴ     | BMWザウバー             | 60   | +1:29.364          | 9        | 1        |
| 9    | 8  | イタリアの旗       | ヤルノ・トゥルーリ         | トヨタ                  | 59   | +1 Lap             | 7        |          |
| 10   | 16 | ドイツの旗         | ニック・ハイドフェルド     | BMWザウバー             | 59   | +1 Lap             | 13       |          |
| 11   | 21 | アメリカ合衆国の旗 | スコット・スピード         | トロ・ロッソ-コスワース | 59   | +1 Lap             | 17       |          |
| 12   | 18 | ポルトガルの旗     | ティアゴ・モンテイロ       | MF1-トヨタ              | 59   | +1 Lap             | 18       |          |
| 13   | 19 | オランダの旗       | クリスチャン・アルバース   | MF1-トヨタ              | 59   | +1 Lap             | 16       |          |
| Ret  | 7  | ドイツの旗         | ラルフ・シューマッハ       | トヨタ                  | 52   | エンジン           | 10       |          |
| Ret  | 4  | コロンビアの旗     | ファン・パブロ・モントーヤ | マクラーレン-メルセデス | 52   | エンジン           | 8        |          |
| Ret  | 22 | 日本の旗           | 佐藤琢磨                   | スーパーアグリ-ホンダ   | 45   | ハイドロリック     | 20       |          |
| Ret  | 23 | フランスの旗       | フランク・モンタニー       | スーパーアグリ-ホンダ   | 29   | ハイドロリック     | 21       |          |
| Ret  | 12 | イギリスの旗       | ジェンソン・バトン         | ホンダ                  | 28   | エンジン           | 6        |          |
| Ret  | 15 | オーストリアの旗   | クリスチャン・クリエン     | レッドブル-フェラーリ   | 28   | ギアボックス       | 15       |          |
| Ret  | 9  | オーストラリアの旗 | マーク・ウェバー           | ウィリアムズ-コスワース | 12   | ハイドロリック     | 19       |          |
| Ret  | 14 | イギリスの旗       | デヴィッド・クルサード     | レッドブル-フェラーリ   | 2    | 接触によるダメージ | 12       |          |
| Ret  | 20 | イタリアの旗       | ヴィタントニオ・リウッツィ | トロ・ロッソ-コスワース | 0    | 接触によるダメージ | 14       |          |

## 第5戦終了時点でのランキング
注：1位から5位まで
| 順位 | ドライバー               | ポイント |
| ---- | ------------------------ | -------- |
| 1    | フェルナンド・アロンソ   | 44       |
| 2    | ミハエル・シューマッハ   | 31       |
| 3    | キミ・ライコネン         | 23       |
| 4    | ジャンカルロ・フィジケラ | 18       |
| 5    | フェリペ・マッサ         | 15       |

| 順位 | コンストラクター        | ポイント |
| ---- | ----------------------- | -------- |
| 1    | ルノー                  | 62       |
| 2    | フェラーリ              | 46       |
| 3    | マクラーレン–メルセデス | 38       |
| 4    | ホンダ                  | 19       |
| 5    | BMWザウバー             | 11       |

## 参照
1. ↑  Domenjoz, Luc et al.. Formula One Yearbook 2006-2007. Chronosports S.A.. p. 110. ISBN 2-84707-110-5
2. 1 2 3  Domenjoz, Luc et al.. Formula One Yearbook 2006-2007. Chronosports S.A.. p. 113. ISBN 2-84707-110-5